# 1576년

## 연호
- 명(明) 만력(萬曆) 4년
- 일본(日本) 덴쇼(天正) 4년
- 후 레 왕조(後黎朝) 자타이(嘉泰) 4년
- 막 왕조(莫朝) 숭캉(崇康) 9년

## 기년
- 류큐(琉球) 쇼에이왕(尚永王) 4년
- 명(明) 신종 만력제(神宗 萬曆帝) 4년
- 조선(朝鮮) 선조(宣祖) 9년
- 후 레 왕조(後黎朝) 세종(世宗) 4년
- 막 왕조(莫朝) 막머우헙(莫茂洽) 12년

## 탄생
- 조선 시대의 문신 이의배. (~1636년)
- 조선 시대의 임진왜란장군 정충신. (~1636년)
- 조선의 무신 이희건. (~1627년)

## 사망
- 조선의 문신 임복.
- 8월 27일 – 이탈리아의 화가 티치아노 베첼리오. (1490년~)
- 9월 21일 - 이탈리아의 수학자 지롤라모 카르다노. (1501년~)